# Komodo (film)
Komodo è un film del 1999 diretto da Michael Lantieri.

## Trama
Il quindicenne Patrick ha trascorso molte vacanze estive con i genitori nel loro cottage in una piccola isola al largo della costa della Carolina del Sud. Gli anni recenti hanno visto una crescita degli insediamenti industriali dell'isola, dannosi per il turismo. Una cassa di grandi uova di rettili era stata gettata in strada da un autista di un furgone vent'anni prima. In vacanza nella loro casa estiva, Patrick e i genitori sono attaccati e uccisi da qualcosa che lascia Patrick in uno stato di shock, incapace di ricordare gli eventi.
La nonna di Patrick trova Victoria Juno, una giovane psichiatra, per aiutare Patrick a venire a patti con il suo dolore. Insieme a sua zia Annie, i tre sono di ritorno per l'isola, dove si trovano faccia a faccia con il pericolo di un gruppo di draghi di Komodo.